# Charles H. Joffe
Charles H. Joffe (Brooklyn, 16 de julho de 1929 — Los Angeles, 9 de julho de 2008) foi um produtor cinematográfico e agente de talentos norte-americano, conhecido pela colaboração contínua com Woody Allen.